# Gastronomia teochew
La gastronomia chiuchow, teochew o de Chaozhou o Chaoshan (xinès tradicional: 潮州菜, xinès simplificat: 潮州菜) és un tipus de cuina originària de la regió Chaoshan de la Xina en l'àrea nord-oriental de la província Guangdong, la qual inclou les ciutats de Chaozhou, Shantou i Jieyang. La cuina Teochew té prou similituds amb la gastronomia de Fujian, que comparteix els mateixos plats, el qual pot ser degut a les similituds culturals i lingüístiques de Chaoshan i Fujian a causa de la proximitat geogràfica. Això no obstant, la gastronomia de Chiuchow és també influenciada per la gastronomia cantonesa en el seu estil i tècnica.

## Antecedents
La gastronomia de Teochew és particularment coneguda pels seus plats marins i vegetarians i és comunament considerada com a saludable. El seu ús dels aromes és molt menys complex que la majoria de les gastronomies xineses i depèn molt de la frescor i la qualitat dels ingredients de sabor i aroma. Com una cuina delicada, l'oli no es fa servir sovint en grans quantitats i es posa un èmfasi relativament important en l'escalfar, vaporitzar i bresar, així com en el mètode més comú de la Xina de fregir. La cuina de Chaozhou és també coneguda per servir sopa d'arròs (潮州糜 o mue), junt amb l'arròs al vapor o els fideus amb els àpats. El mue Teochew és prou diferent de la contrapart cantonesa, sent el primer molt aquós amb l'arròs solt situat en la part inferior del bol o tassa.
Els autèntics restaurants Teochew serveixen un molt fort te oolong dit Tieguanyin en gots molt petits abans i després del menjar. Presentat com Gongfu cha, el te té un sabor densament agredolç, col·loquialment conegut com a gam gam (甘甘).
Un condiment que s'associa comunament amb la cuina Teochew és salsa Shacha (沙茶酱). Aquesta pasta popular també s'empra a Fujian i a la gastronomia taiwanesa. 

## Galeria

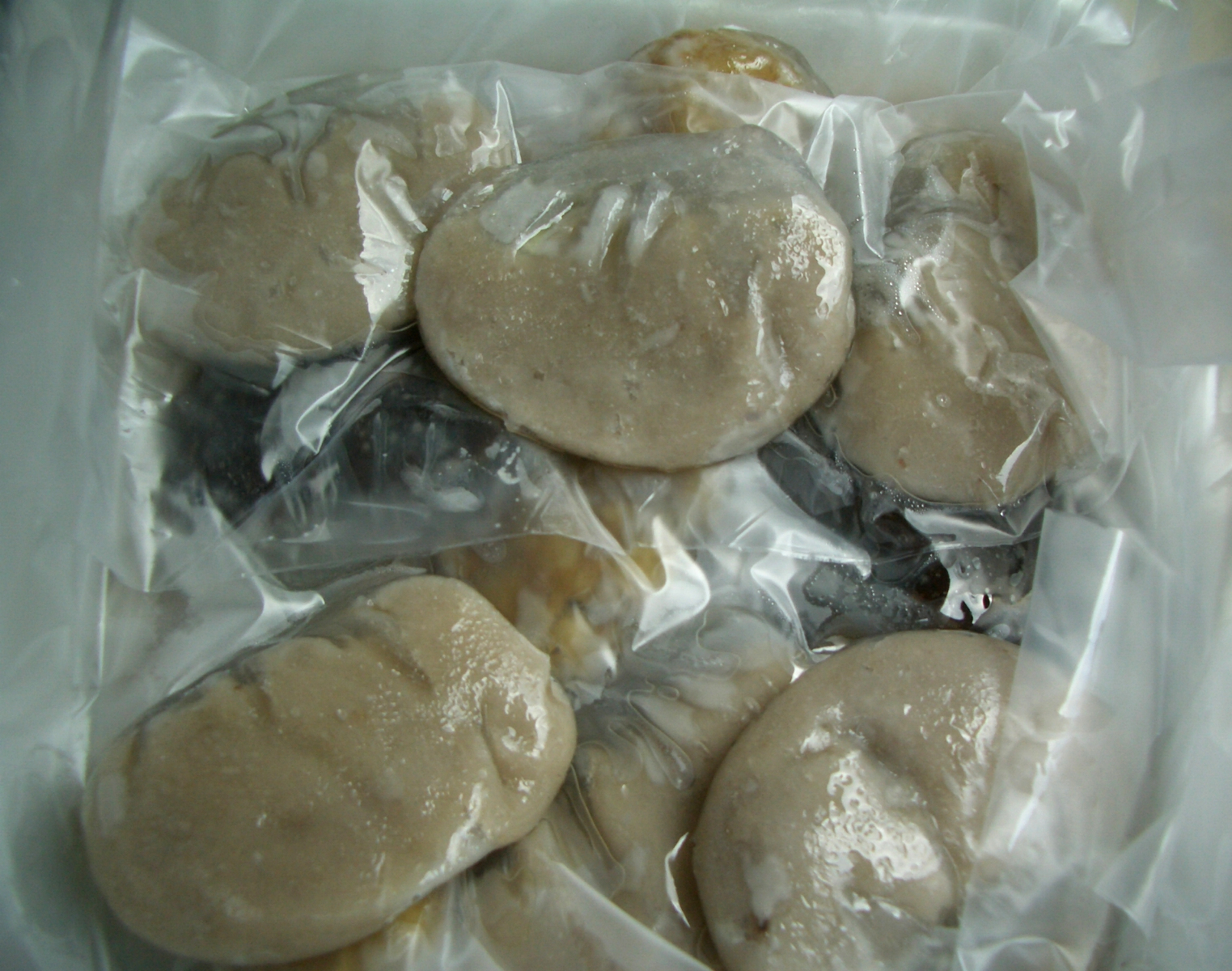
Shui Jing Bao (水晶包)
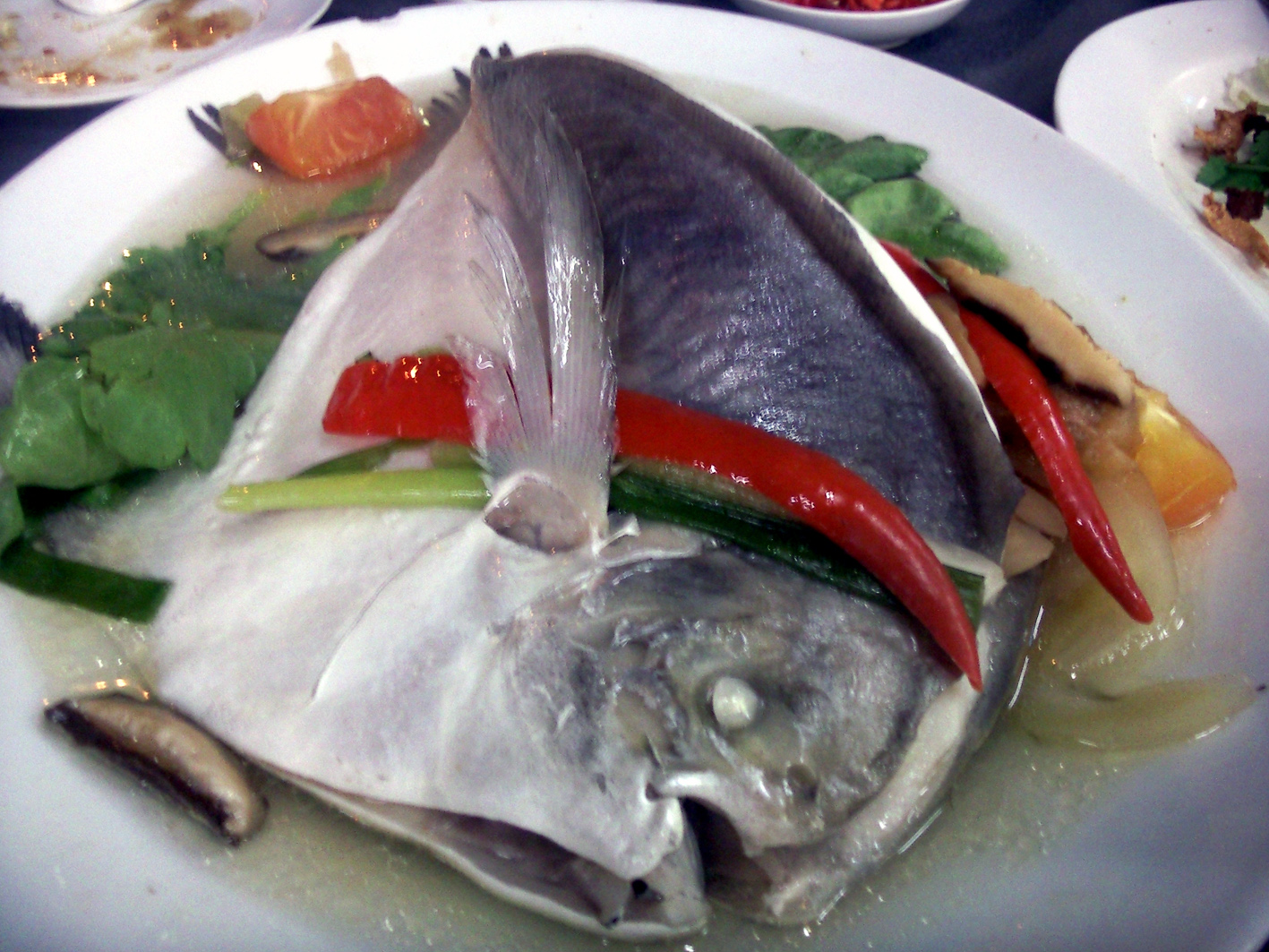
Peix al vapor (炊鱼)
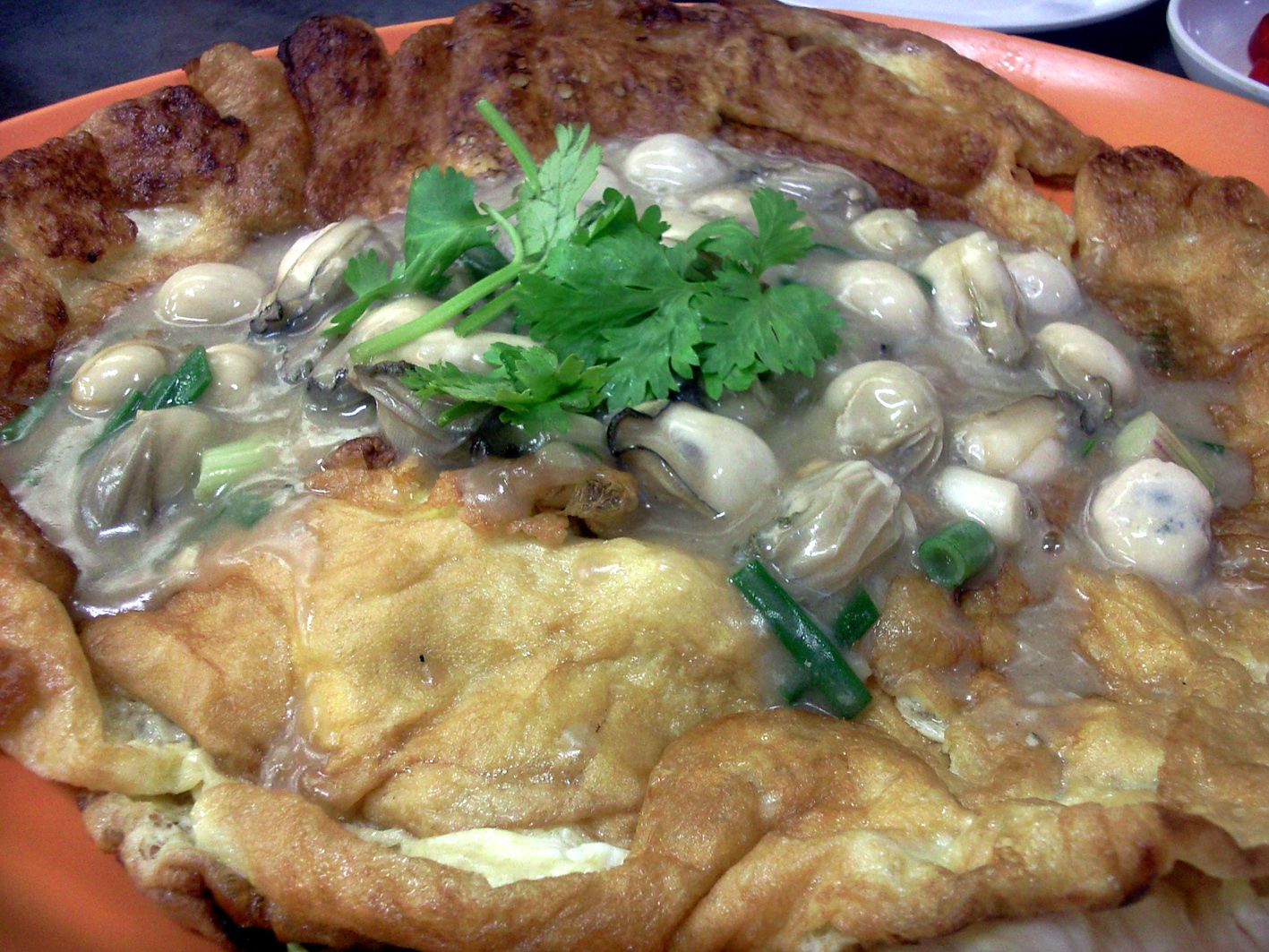
Truita d'ostres (蚝烙)